# Natacha Régnier
Natacha Régnier (Ixelles, 11 de abril de 1974) es una actriz belga. 

## Biografía
Nacida en Berlín, se crio en Ixelles. Al acabar el instituto, pasa un año en el INSAS de Bruselas, pero no acaba su formación. Le desaconsejan la carrera de actriz. Comienza en los años 1990 con algunos cortos y más tarde conoce a Pascal Bonitzer. Tras ciertas dificultades en París y papeles secundarios, aparece en el film Encore con Bonitzer en 1996, junto con Valeria Bruni-Tedeschi.
En 1998, recibe el premio a la mejor interpretación femenina en el festival de Cannes por su papel de Marie Thomas en La Vie rêvée des anges de Érick Zonca y más tarde también con Élodie Bouchez el premio a la mejor actriz europea del año. Durante la presentación de la película, conoce a Yann Tiersen (autor de la banda sonora original de Fabuleux Destin d'Amélie Poulain), con quien tiene una hija en 2002 y con quien participa en el álbum L'Absente.
En noviembre de 2005, el 19 festival de Brunswick (Baja Sajonia) le rinde homenaje presentando ocho de sus películas. 
En 2011, Régnier asumió el papel de Marina Tsvetaïeva en Vivre dans le feu, adaptado y dirigido por Bérangère Jannelle a partir de los cuadernos de la poeta rusa. Estrenado en Lorient, el espectáculo se representó en Nantes y París en el Festival de Otoño y después en el Théâtre des Abbesses8. En 2014, representó Haïm - à la lumière d'un violon, escrito y dirigido por Gérald Garutti, en la Salle Gaveau de París y en gira por Francia, Bélgica y Suiza. 

## Filmografía

### Largometrajes
- 1995: Dis-moi oui, de Alexandre Arcady.
- 1996: Encore, de Pascal Bonitzer.
- 1998: La Vie rêvée des anges, de Érick Zonca.
- 1999: Il tempo dell'amore, de Giacomo Campiotti.
- 1999: Les Amants criminels, de François Ozon.
- 2000: Tout va bien, on s'en va, de Claude Mouriéras.
- 2001: Comment j'ai tué mon père, de Anne Fontaine.
- 2001: La fille de son père, de Jacques Deschamps.
- 2003: Vert paradis, de Emmanuel Bourdieu.
- 2004: Demain on déménage, de Chantal Akerman.
- 2004: Ne fais pas ça !, de Luc Bondy.
- 2004: Le Pont des Arts, de Eugene Green.
- 2004: Le Silence, de Orso Miret.
- 2006: La Raison du plus faible, de Lucas Belvaux.

### Cortometrajes
- 1993: The Motorcycle girl, de Stéphan Carpiaux.
- 1997: La Mouette, de Nils Tavernier.

## Premios y distinciones
Festival Internacional de Cine de Cannes
| Año  | Categoría    | Película                      | Resultado |
| ---- | ------------ | ----------------------------- | --------- |
| 1998 | Mejor Actriz | La vida soñada de los ángeles | Ganador   |

## Discografía
- 2001: canta Le parapluie con Yann Tiersen en el recopilatorio Les Oiseaux de passage en homenaje a Georges Brassens.
- 2001: Interpreta L'échec y Le concert en el álbum L'absente de Yann Tiersen.